# Падска низија
Падска низија или долина реке По (итал. Pianura Padana) је равница у северној Италији, коју образује река По у средњем и јужном делу свог тока. То је једна од „жила-куцавица“ Италије и њена главна житница, а њена највећа насеља, попут Милана, Торина, Болоње и Венеције, спадају у веома познате градове света. Такође, Падска низија је једна од већих низија у јужној Европи. На крају, то је једна од најгушће насељених и најразвијенијих области у целој Европи.

## Природне одлике
Рељеф:Падска низија представља јасно равничарско подручје са јасним границама, окружено високим планинама и морем. Она се простире на већем делу Северне Италије. Простире се на око 600 км дужине у смеру запад-исток, од западног дела Алпа (тзв. Пијемонтски Алпи), па до Јадранског мора на истоку. Равница је са југа затворена северним Апенинима, док је са севера затворена главним билом Алпа. Њена ширина је око 100-150 километара. Надморска висина Падске низије креће се од 0-4 м у области Фераре код Јадрана (делта Поа), до око 250-300 м западно од Торина. Унутар равнице нема изолованих планина.
Клима: Падска низија се налази у прелазној климатској зони између средоземне и умерено континенталне климе, па има влажне и благе зиме и топла и сушна лета. Стога равница оскудева падавинама, посебно лети, па су кроз њу прокопани бројни канали за наводњавање.
Воде: Падска низија је добила по реци По (итал. Po, лат. Padus), иако њено подручје укључује и области Венета и Фриулија чије се реке - Адиђе, Брента, Пијаве и Таљаменто уливају у Јадран, исто као и подручја слива река Савио, Ламоне и Ренто јужно од реке По.

## Покрајине и градови
У оквиру Падске низије налазе се следеће покрајине и градови:
- Фурланија-Јулијска крајина - Удине,
- Венето - Венеција, Верона, Падова, Виченца, Тревизо,
- Ломбардија - Милано, Бреша, Бергамо,
- Пијемонт - Торино, Новара,
- Емилија-Ромања - Пјаченца, Парма, Модена, Болоња, Форли, Римини, Равена, Ферара.

Готово сва важнија насеља се налазе на јужном или северном ободу низије, на местима где она прелази у побрђе.

## Политички контекст
Уз Падску низију данас се везује савремени политички концепт Паданије, као нове државе састављене од неколико развијенијих, северно положених италијанских покрајина.